# Acanthopachylopsis
Acanthopachylopsis is een geslacht van hooiwagens uit de familie Gonyleptidae.
De wetenschappelijke naam Acanthopachylopsis is voor het eerst geldig gepubliceerd door H. E. M. Soares & B. A. Soares in 1949. 

## Soorten
Acanthopachylopsis is monotypisch en omvat slechts de volgende soort:
- Acanthopachylopsis spectabilis